# Radisson, Saskatchewan
Radisson är en ort i Kanada.   Den ligger i provinsen Saskatchewan, i den centrala delen av landet, 2 400 km väster om huvudstaden Ottawa. Radisson ligger 523 meter över havet och antalet invånare är 505. Den ligger vid sjön Radisson Lake.
Terrängen runt Radisson är platt. Trakten runt Radisson är nära nog obefolkad, med mindre än två invånare per kvadratkilometer..
Trakten runt Radisson består till största delen av jordbruksmark.